# Constellium

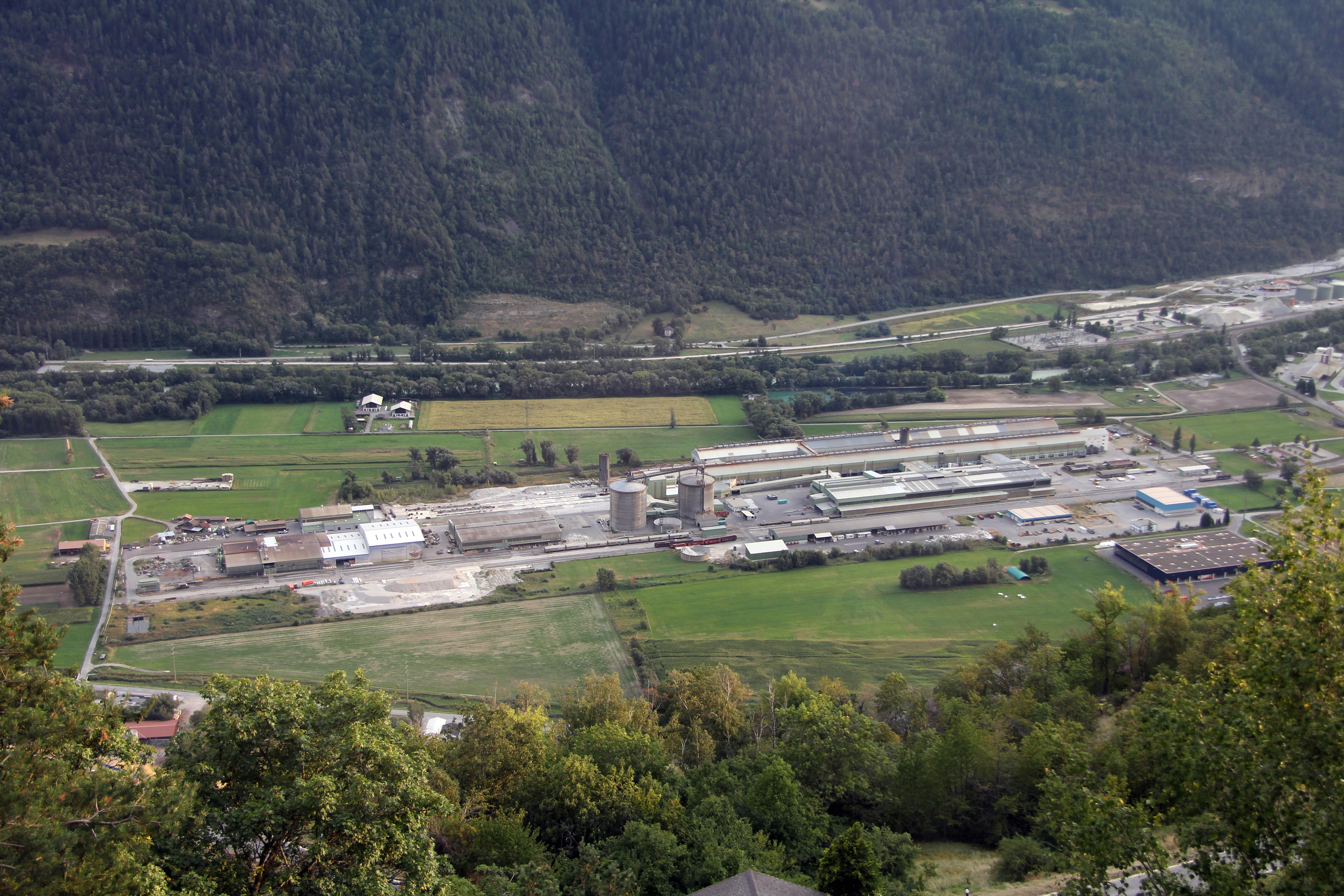
Werk Steg VS, von der Lötschbergbahn gesehen

Constellium ist ein international tätiger Hersteller von Walzerzeugnissen, Strangpressprodukten und Strukturbauteilen aus Aluminium. Constellium arbeitet vornehmlich mit der Verpackungs-, Luftfahrt- und Automobilindustrie zusammen. Großkunden sind etwa Inbev, Ball Corporation, Crown Holdings, Airbus, Boeing, BMW, Mercedes-Benz, Ford und Volkswagen.

## Geschichte
Constellium entstand im Rahmen des Verkaufs von Alcan Engineered Products an Apollo Global Management (51 %) und FSI (10 %) durch Rio Tinto. Alcan Engineered Products war zuvor aus unterschiedlichen Fusionen und Übernahmen zwischen Pechiney, Alcan und Alusuisse entstanden. Constellium wird an der New York Stock Exchange (Tickersymbol: CSTM) gehandelt. Im Februar 2018 stellte Constellium die Börsennotierung seiner Aktien an der Euronext Paris ein.
Das Unwetter in der Schweiz im Sommer 2024 hat die Produktion bei den dortigen Standorten stark in Mitleidenschaft gezogen.

## Standorte
Das Unternehmen beschäftigt insgesamt rund 12.000 Mitarbeiter und betreibt 29 Produktionsstätten in Nordamerika, Europa und Asien sowie drei Forschungs- und Entwicklungs-Standorte. Hauptsitz war bis Ende 2019 Amsterdam, seitdem Paris. Bürostandorte befinden sich in Baltimore, Paris und Zürich.

### Werke
(Stand 2022, bei den größten Werken mit Angabe der jährlichen Produktionskapazität in Kilotonnen)
- Deutschland
  - Gottmadingen
  - Neckarsulm
  - Singen (Hohentwiel) (ehemals Aluminiumwerk Singen, 300–320 kt)
- Frankreich
  - Biesheim bei Neuf-Brisach (450 kt)
  - Issoire (110 kt)
  - Montreuil-Juigné
  - Nuits-Saint-Georges
  - Ussel (Corrèze) (verkauft im Februar 2023)
- Kanada
  - Lakeshore (Ontario) (gepachtet)
- Mexico
  - San Luis Potosí (gepachet)
- Schweiz
  - Steg VS
  - Sierre[8] (70–75 kt)
  - Chippis
- Slowakei
  - Levice
  - Žilina (gepachtet)
- Spanien
  - Vigo (gepachtet)
- Tschechien
  - Děčín (Strangpresswerk, 106 kt)
- Vereinigte Staaten
  - Bowling Green, Kentucky
  - Muscle Shoals, Alabama (500–550 kt)
  - Ravenswood, West Virginia (175 kt)
  - Van Buren, Michigan (gepachtet)
  - White, Georgia (gepachtet)
- Volksrepublik China
  - Changchun (gepachtet)
  - Nanjing (gepachtet)

### Forschung und Entwicklung
Mit dem Ziel, für Innovationen in der Aluminiumbranche zu sorgen, betreibt das 1967 gegründete Constellium C-TEC Technologiezentrum Forschungs- und Entwicklungsarbeit. Das Zentrum befindet sich in Voreppe (Frankreich) und beschäftigt mehr als 200 F&E-Techniker und -Ingenieure. In den letzten 50 Jahren wurden im C-TEC mehr als 600 Patentfamilien und Handelsmarken geschaffen. Für die Luftfahrt-, Automobil und Verpackungsindustrie wurden zahlreiche Aluminiumlegierungen entwickelt, wie etwa:
- Airware®: eine Aluminium-Lithium-Legierung für Luft- und Raumfahrzeuge mit einer bis zu 25%igen Gewichtsreduktion, die den Treibstoffverbrauch senkt und End-of-Life-Recycling optimiert. Airware-Legierungen werden von Airbus, Bombardier, Dassault Aviation und Raumfahrzeugherstellern wie SpaceX8 und Space15 genutzt.[11]
- HSA6TM: eine neue Generation von hochfesten Aluminiumlegierungen für Strukturbauteile in der Automobilindustrie
- Securalex®: hochfeste Aluminiumlegierungen für Karosserieteile[12]
- Aeral ™: Aluminiumlösung für Aerosole, durch die eine bis zu 30%ige Gewichtsreduktion erreicht werden kann[13]
- Aluminiumprofile für Hybridmotoren, die unter Berücksichtigung von Toleranzen im Mikrometerbereich produziert und in das Statorteil des Elektromotors eingebaut werden.

Mit dem Start des Advanced Light Metals Processing Research Center im Jahr 2013 – einem gemeinsamen Projekt von Constellium, Brunel University und Jaguar Land Rover – wurde in London ein neues Innovationszentrum für die Automobilindustrie ins Leben gerufen. Mit der Eröffnung des Constellium University Technology Center (UTC) 2016 wurde die Partnerschaft zwischen Constellium und Brunel erweitert. Dieses Forschungszentrum widmet sich der Konzipierung, Entwicklung und Prototypentwicklung von Aluminiumlegierungen und Strukturbauteilen der Automobilindustrie. In Plymouth (Michigan) eröffnete Constellium 2016 eine weitere Forschungsstätte, in der Leichtaluminium für die Automobilindustrie erforscht wird.

## Nachhaltigkeit
Constellium ist an zahlreichen Vereinen und Initiativen beteiligt, die die Nachhaltigkeit der Aluminiumindustrie verbessern möchten. Im Jahr 2012 rief das Unternehmen einen Nachhaltigkeitsrat ins Leben, der Nachhaltigkeitsziele auswählt, die Zielerreichung überwacht und dafür sorgt, dass die Datenübermittlung in Anlehnung an die Global Reporting Initiative, das Carbon Disclosure Project und den United Nations Global Compact durchgeführt wird.
Constellium ist auch Gründungsmitglied der Aluminium Stewardship Initiative (ASI), einer weltweiten Non-Profit-Organisation der Aluminiumbranche, an der unterschiedliche Akteure beteiligt sind. ASI legt für die gesamte Aluminiumwertschöpfungskette Standards fest, beispielsweise in den Bereichen Bergbau, Treibhausgasemissionen, Abfallwirtschaft, Materialwirtschaft, Artenvielfalt, Menschenrechte, und nachhaltige, strategische Beschaffung.

### Recycling von Aluminium
Constellium ist ein Branchenführer im Recycling von Aluminiumgetränkedosen. In seinen Werken in Muscle Shoals (Alabama) und Neuf-Brisach (Frankreich) kann das Unternehmen das Äquivalent von 23 Milliarden Dosen pro Jahr recyceln.
Gemeinsam mit der European Aluminium Association, der US Aluminum Association und dem Can Manufacturers Institute arbeitet Constellium an einem besseren Recycling von Getränkedosen. Insbesondere unterstützt das Unternehmen die europäische Aluminiumbranche in ihrem Ziel, bis 2020 eine 80%ige Recyclingrate zu erreichen.